# XBP1
XBP1（X-box binding protein 1）は、ヒトではXBP1遺伝子にコードされるタンパク質である。XBP1遺伝子は22番染色体上に位置するが、密接に関連する偽遺伝子が5番染色体上にも同定されている。XBP1タンパク質は転写因子であり、免疫系の適切な機能や細胞ストレス応答に重要な遺伝子群の発現を調節する。

## 発見
XBP1（X-box binding protein 1）はbZIPドメインを有する転写因子である。XBP1は、HLA-DRA遺伝子のプロモーターに存在する保存された転写エレメントである、X boxに結合する能力によって初めて同定された。

## 機能

### MHCクラスII遺伝子の調節
XBP1の発現は、MHCクラスII分子をコードする遺伝子群の一部の転写に必要である。さらに、XBP1はc-fosなど他のbZIP型転写因子とヘテロ二量体化する。

### 形質細胞の分化
XBP1は後述する小胞体ストレス応答における機能とは無関係に、形質細胞の分化を調節している。XBP1が正常に発現していない場合、形質細胞の分化と関連する2つの重要な転写因子、IRF4とBlimp1の発現が異常となり、XBP1を欠く形質細胞は骨髄内のニッチでの長期生存ができなくなる。

### 好酸球の分化
XBP1は好酸球の分化にも必要である。XBP1を欠く好酸球は、顆粒タンパク質に欠陥がみられる。

### 血管新生
XBP1は成長因子シグナル伝達経路を介して血管内皮細胞の増殖を調節しており、血管新生をもたらす。さらに、XBP1はHDAC3と相互作用することで内皮細胞を酸化ストレスから保護する。

### ウイルスの複製
XBP1はHTLV-1のウイルスプロモーターに結合する細胞由来転写因子として同定されている。また、形質細胞分化時のXBP1sの産生は、カポジ肉腫関連ヘルペスウイルスやEBウイルスが潜伏期から再活性化するきっかけとなっているようである。

### 小胞体ストレス応答
XBP1は、小胞体ストレス応答の一部をなすunfolded protein response（UPR）に関与している。小胞体の処理能力を超える条件下では小胞体ストレスが生じ、UPRが開始される。小胞体内でのタンパク質のフォールディングを補助するためにIRE1からGRP78が放出され、IRE1はオリゴマー化して、自己リン酸化を介してリボヌクレアーゼドメインを活性化する。活性化されたIRE1は、普遍的に発現しているXBP1uのmRNAの非典型的イントロンから、pre-tRNAスプライシングに類似した機構での26ヌクレオチドの除去を触媒する。このイントロンの除去によってXBP1のコーディング配列にはフレームシフトが生じ、261アミノ酸、33 kDaのXBP1uアイソフォームではなく、376アミノ酸、40 kDaのXBP1sアイソフォームが翻訳されるようになる。翻訳されたXBP1sは核へ移行し、UPR標的遺伝子の転写調節を行う。

## 臨床的意義
XBP1の異常は小胞体ストレスの増大をもたらし、炎症過程への感受性の亢進によってアルツハイマー病に寄与している可能性がある。結腸では、XBP1の異常はクローン病と関連づけられている。
XBP1のプロモーター領域の多型（-116C→G）は双極性障害との関連が示唆されている。一方で性格特性と遺伝子型との相関についてはNEO-FFIスコアで女性の神経症傾向との関連が示唆されたものの、その他のスコアリングシステムでは有意な差はみられなかった。

## 相互作用
XBP1はエストロゲン受容体αと相互作用することが示されている。